# 4B5B
En telecomunicacions, 4B5B és una forma de codi de línia de comunicacions de dades. 4B5B mapeja grups de 4 bits de dades a grups de 5 bits per a la transmissió. Aquestes paraules de 5 bits estan predeterminades en un diccionari i es trien per garantir que hi haurà suficients transicions en l'estat de línia per produir un senyal d'auto-rellotge. Un efecte col·lateral del codi és que es necessiten un 25% més de bits per enviar la mateixa informació.
Una alternativa a l'ús de la codificació 4B5B és utilitzar un codificador. Alguns sistemes utilitzen codificadors juntament amb la codificació 4B5B per assegurar l'equilibri de CC i millorar la compatibilitat electromagnètica.
Depenent de l'estàndard o l'especificació d'interès, és possible que hi hagi diversos codis de sortida de 5 bits sense utilitzar. La presència de qualsevol dels codis no utilitzats al flux de dades es pot utilitzar com a indicació que hi ha una fallada en algun lloc de l'enllaç. Per tant, els codis no utilitzats es poden utilitzar per detectar errors en el flux de dades.

## Aplicacions
El 4B5B va ser popularitzat per Fiber Distributed Data Interface (FDDI) a mitjans dels anys vuitanta. Va ser adoptat per a la transmissió d'àudio digital per MADI el 1989. i per Fast Ethernet el 1995.
El nom 4B5B s'entén generalment com a la versió FDDI. S'han utilitzat altres codis de 4 a 5 bits per a l'enregistrament magnètic i es coneixen com a enregistrament codificat en grup (GCR), però aquests són codis limitats de longitud d'execució (0,2), amb com a màxim dos zeros consecutius. 4B5B permet fins a tres zeros consecutius (un codi RLL (0,3)), proporcionant una major varietat de codis de control.
A la fibra òptica, la sortida 4B5B està codificada per NRZI. FDDI sobre coure (CDDI) utilitza la codificació MLT-3, com també 100BASE-TX Fast Ethernet.
La codificació 4B5B també s'utilitza per a la comunicació USB Power Delivery, on s'envia a través del pin USB-C CC (codificada més amb el codi de marca bifàsica) o les línies d'alimentació USB-A/B (codificades més mitjançant el canvi de freqüència). claus).

## Rellotge
Els codis 4B5B estan dissenyats per produir almenys dues transicions per cada 5 bits de codi de sortida, independentment de les dades d'entrada. Les transicions proporcionen les transicions necessàries perquè el receptor realitzi la recuperació del rellotge. Per exemple, una execució de 4 bits com 0000 2 utilitzant la codificació NRZI no conté transicions i això pot causar problemes de rellotge al receptor. 4B5B resol aquest problema assignant al bloc de 4 bits un codi de 5 bits, en aquest cas, 11110 2 .

## Taula de codificació
| Dades         | Dades    | Codi 4B5B |
| (hexadecimal) | (binari) | Codi 4B5B |
| ------------- | -------- | --------- |
| 0             | 0000     | 11110     |
| 1             | 0001     | 01001     |
| 2             | 0010     | 10100     |
| 3             | 0011     | 10101     |
| 4             | 0100     | 01010     |
| 5             | 0101     | 01011     |
| 6             | 0110     | 01110     |
| 7             | 0111     | 01111     |

| Dades         | Dades    | Codi 4B5B |
| (hexadecimal) | (binari) | Codi 4B5B |
| ------------- | -------- | --------- |
| 8             | 1000     | 10010     |
| 9             | 1001     | 10011     |
| A             | 1010     | 10110     |
| B             | 1011     | 10111     |
| C             | 1100     | 11010     |
| D             | 1101     | 11011     |
| E             | 1110     | 11100     |
| F             | 1111     | 11101     |

| Símbol | Codi 4B5B | Descripció                 | FDDI | Fast Ethernet |
| ------ | --------- | -------------------------- | ---- | ------------- |
| H      | 00100     | Atura                      | Sí   | Sí            |
| jo     | 11111     | Ociós                      | Sí   | Sí            |
| J      | 11000     | Comença #1                 | Sí   | Sí            |
| K      | 10001     | Comença #2                 | Sí   | Sí            |
| L      | 00110     | Comença #3                 | No   | No            |
| Q      | 00000     | Silenci (pèrdua de senyal) | Sí   | Sí            |
| R      | 00111     | Restableix                 | Sí   | Sí            |
| S      | 11001     | Conjunt                    | Sí   | No            |
| T      | 01101     | Finalitzar (acabar)        | Sí   | Sí            |

Tres bits zero consecutius només apareixen a les dades normals quan un codi que acaba amb dos bits 0 (2, E) va seguit d'un codi que comença amb un bit 0 (1, 4, 5, 6, 7), de manera que sempre apareixerà separat per múltiples de la longitud del símbol codificat de 5 bits (i mai separats per un sol símbol). Les infraccions d'aquesta propietat s'utilitzen per a codis de sincronització especials.

## Caràcters de control
Els codis següents de vegades s'anomenen caràcters de control. S'utilitzen habitualment en parelles, tot i que USB-PD utilitza seqüències de 4 símbols per començar els seus paquets 
| Caràcter de control | símbols 5b              | Propòsit                            |
| ------------------- | ----------------------- | ----------------------------------- |
| JK                  | 11000 10001             | Sincronització, delimitador d'inici |
| jo                  | 11111                   | Marcador inactiu 100BASE-X          |
| T                   | 01101                   | Delimitador final USB-PD            |
| TT                  | 01101 01101             | Delimitador final FDDI              |
| TS                  | 01101 11001             | Sense ús                            |
| IH                  | 11111 00100             | SAL                                 |
| TR                  | 01101 00111             | Delimitador final 100BASE-X         |
| SR                  | 11001 00111             | Sense ús                            |
| SS                  | 11001 11001             | Sense ús                            |
| H                   | 00100                   | Error de transmissió 100BASE-X      |
| JJJK                | 11000 11000 11000 10001 | USB-PD Inici del paquet (SOP)       |
| JJLL                | 11000 11000 00110 00110 | USB-PD SOP′                         |
| JLJL                | 11000 00110 11000 00110 | USB-PD SOP″                         |
| JSSL                | 11000 11001 11001 00110 | USB-PD SOP′_Debug                   |
| JSLK                | 11000 11001 00110 10001 | USB-PD SOP″_Depuració               |
| RRRS                | 00111 00111 00111 11001 | Restabliment dur USB-PD             |
| RJRL                | 00111 11000 00111 00110 | Restabliment del cable USB-PD       |